# Levica
Levica (en alfabet ciríl·lic: Левица, «L'Esquerra») és un partit polític socialista de Macedònia del Nord, fundat el 14 de novembre de 2015. Està dirigit per Dimitar Apasiev, professor de Dret a la Universitat Goce Delčev de Xtip.

## Ideologia
Levica es defineix com un partit que defensa els drets de la classe treballadora i la justícia social contra les «barreres interètniques» i el nacionalisme ètnic. El seus estatuts estableixen el «moviment cap al socialisme», el patriotisme d'esquerres, l'antiimperialisme i la laïcitat com a valors fundacionals.
Internament, el partit s'estructura en la línia del centralisme democràtic.

### Nacionalisme i drets de les minories
Levica s'ha posicionat en contra del nacionalisme albanès a Macedònia del Nord i s'ha manifestat en contra de l'extensió de la llengua albanesa al sistema judicial de Macedònia del Nord, considerant el fet com «una explosió expansionista del nacionalisme albanès» a favor del partit pro-albanès Unió Democràtica per la Integració, a qui considera un «partit criminal». Levica considera que la reforma augmentaria la fractura ètnica a Macedònia del Nord, que hauria de ser un país dirigit pel seu component cívic, més que no pas ètnic, fet que comportaria bones relacions interètniques. Levica es va declarar contrari al que va anomenar una «divisió en blocs macedonis i albanesos» del país, definint-se com un partit «supraètnic».
El programa polític del partit continua fent servir el nom de «República de Macedònia», en lloc del nou «República de Macedònia del Nord».

### Política exterior
El partit s'ha oposat amb vehemència a l'Acord del Prespa i a la nova denominació del país. També ha declarat que el canvi de nom podria haver estat inconstitucional i que, per tant, pot ser revocat. Ha manifestat la seva intenció d'anul·lar l'acord en cas que accedeixi al poder a Macedònia del Nord. També ha anunciat que només participaria en un govern de coalició si aquest govern renuncia a l'Acord del Prespa.
Levica s'oposa a l'OTAN, a qui acusen d'iniciar guerres imperialistes i de ser una amenaça per a la pau mundial. Sobre aquesta premissa, ha demanat la suspensió de les converses d'adhesió a l'OTAN.
Ha batejat el reconeixement del ministre d'Afers Exteriors de Macedònia del Nord, Nikola Dimitrov, de Juan Guaidó com a president interí de Veneçuela com a «posició típica d'un país vassall i subordinat que ha perdut completament la seva sobirania com a estat independent». Per contra, Levica ha donat suport a Nicolás Maduro com a president de Veneçuela, car el considera elegit democràticament.
Admet la neutralitat militar a Macedònia del Nord i defensa el «principi de zero problemes amb els països veïns». Aquest principi, que concep com el fet de «resoldre els problemes sense càrregues històriques», consisteix en establir relacions amistoses amb els països dels Balcans i respectar el dret a l'autodeterminació, el qual dona a totes les persones el dret d'autodefinir-se.
Dimitar Apasiev afirmà en una entrevista que la pertinença de la República de Macedònia a la Unió Europea podria ser una cosa positiva, però que el país hauria de renunciar-hi si el cost de l'afiliació comportés el canvi de nom i d'identitat del país.
Al programa electoral de 2020, Levica va plantejar la idea que Macedònia del Nord hauria de «retirar el reconeixement als estats d'Israel, Kosovo i Corea del Sud», alhora que va donar suport a la independència de l'Estat de Palestina, els Països Catalans i el País Basc. També va suggerir una revisió de l'Acord d'amistat entre Bulgària i Macedònia del Nord, ja que consideren que algunes parts impliquen el revisionisme històric i una «rehabilitació del feixisme».

### Temes socials i ambientals
Levica s'ha oposat al govern de Zoran Zaev i al seu partit Unió Socialdemòcrata de Macedònia (SDSM), acusant-los d'una «actitud impopular» i, posteriorment, de frau electoral i xantatge. Dimitar Apasiev ha pronosticat que l'SDSM seguirà el camí del PASOK a Grècia. També es va oposar a l'anterior govern de Nikola Gruevski, a qui considera un «autòcrata», i del seu partit VMRO-DPMNE.
Levica ha declarat la seva oposició radical al conservadorisme, al clericalisme i al patriarcat. És partidari dels drets LGTBI al país. Levica celebra el Dia de la Victòria sobre el Feixisme, essent l'únic partit polític macedoni que organitzar esdeveniments per aquesta festa no oficial.
Ha qualificat Macedònia de «cataclisme ecològic», en tant que és resultat directe de la «catàstrofe política i social que està passant a totes les àrees de la vida diària».
El programa electoral del partit declara el suport a la sanitat i l'educació gratuïtes, i considera que el neoliberalisme i el «capitalisme salvatge» són l'arrel de la majoria dels problemes econòmics de Macedònia del Nord. Considera la sanitat i l'educació, així com el creixement econòmic i la classe obrera organitzada, com els «majors enemics del terrorisme» a Macedònia.

## Resultats electorals
| Any  | Vots   | %     | Escons  | Variació | Govern            |
| ---- | ------ | ----- | ------- | -------- | ----------------- |
| 2016 | 12.120 | 1.05% | 0 / 120 | Nou      | Extraparlamentari |
| 2020 | 37,426 | 4.13% | 2 / 120 | 2        | Oposició          |
| 2024 | 67,338 | 6.75% | 6 / 120 | 4        | Oposició          |

| Any  | Regidories | +/- | Alcaldies | +/- |
| ---- | ---------- | --- | --------- | --- |
| 2017 | 3          | Nou | 0         | Nou |
| 2021 | 49         | 46  | 0         | =   |